# 젤리노시

젤리노 시의 위치

젤리노시(마케도니아어: Општина Желино, 알바니아어: Komuna e Zhelinës)는 마케도니아 공화국 북서부에 위치한 지방 자치체로 행정 중심지는 젤리노이며 면적은 201.04km2, 인구는 24,390명(2002년 기준)이다. 북쪽으로는 예구노프체 시, 동쪽으로는 스코페, 북서쪽으로는 테토보 시, 서쪽으로는 브르베니차 시, 남동쪽으로는 소피슈테 시, 남쪽으로는 마케돈스키브로드 시와 접한다.